# Hieda no Are
Hieda no Are (稗田 阿礼, ss. VII-VIII) va ser un cortesà, el qual es desconeix si era home o dona, que és considerat la font d'informació oral del Kojiki, la primera crònica escrita del Japó patrocinada pels emperadors Tenmu i Genmei.

## Biografia
Hom creu que va viure entre la segona meitat del segle VII i la primera meitat del VIII. Segons el prefaci del Kojiki era un toneri (assistent) de la cort imperial, un funcionari de rang baix, al servei personal de l'emperador Tenmu (673-686). El monarca, amoïnat per la confusió existent entre les diverses genealogies de la família i la pèrdua de les llegendes antigues, hauria ordenat Hieda no Are recitar tot el que sabia al respecte per poder deixar-ho escrit per a la posteritat. Aquesta figura misteriosa hauria après els registres històrics antics, per tant, és considerada la font oral dels «registres imperials» (genealogies imperials) i de les «paraules antigues» (llegendes i mites), i que n'asseguraria l'autenticitat.
L'emperador va morir abans de veure l'obra acabada, però la successora, Genmei, d'acord amb el desig del difunt, va ordenar Ō no Yasumaro escoltar recitar les històries de Hieda no Are i deixar-les totes per escrit. El resultat vas ser el Kojiki, una crònica de tres capítols, acabada el 712. Aquesta crònica, la més antiga que existeix al Japó, destaca pel fet de contenir nombrosos poemes, un fet que denota que el seu format era originalment es tractava d'una narració oral.

### Home o dona
Els estudiosos no es posen d'acord en si era un home o una dona. Hom ha afirmat que pertanyia al clan Sarume-no-kimi, el qual, segons la llegenda, descendia de la deessa Ama-no-Uzume, i que tradicionalment havien proporcionat assistents femenines a la cort imperial, una de les quals hauria estat Hieda no Are. No obstant això, altres han afirmat el fet que tingués el càrrec de toneri significaria que era un home, però tampoc és una cosa que es pugui afirmar amb seguretat. En qualsevol cas, el fet que, malgrat ocupar un càrrec de baix rang, li fos assignat una tasca de tanta dificultat i importància com era memoritzar i recitar les genealogies de la família imperial i les llegendes antigues indica que devia ser una persona de notable intel·ligència i capacitat d'aprenentatge, amb un poder extraordinari de memorització, a més de comptar amb la confiança de l'emperador Tenmu.